# Berszászka község
Berszászka község (románul: Comuna Berzasca) község Krassó-Szörény megyében, Romániában. Központja Berszászka, beosztott falvai Alsólupkó, Bigér, Kozlatelep, Drencova.

## Népessége
A 2011-es népszámlálás adatai alapján a község népessége 2848 fő volt.